# 克萊波茨城堡
克萊波茨城堡（英語：Claypotts Castle）是一座位於蘇格蘭鄧迪的城堡，是蘇格蘭保存得最好的16世紀Z型城堡之一。目前城堡附近是現代住宅建築物，而城堡由蘇格蘭歷史環境局管理。

## 歷史

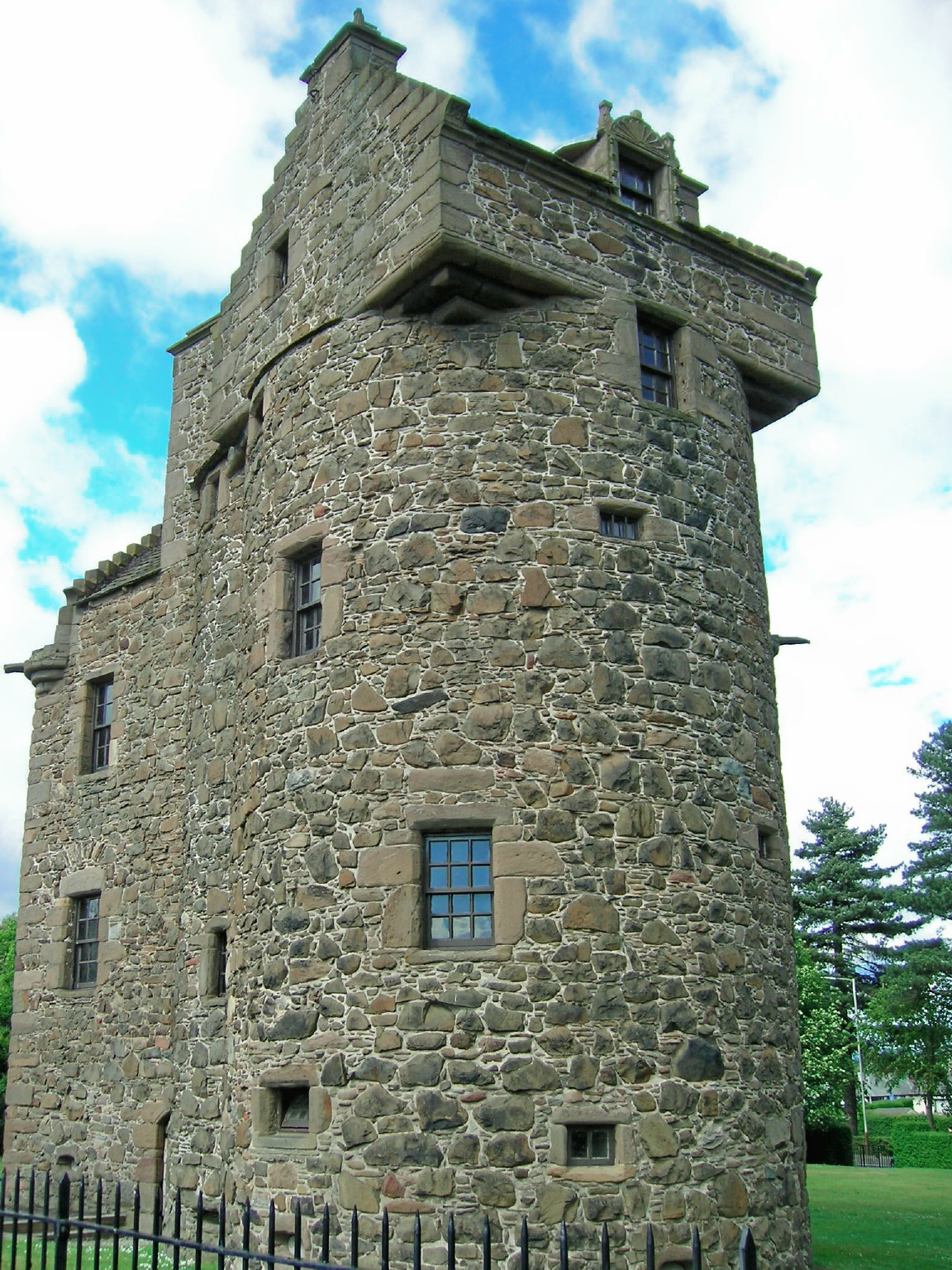
克萊波茨城堡

根據城堡石材刻寫日期，克萊波茨城堡建於約1569至1588年間，由斯特罗恩家族擁有。1601年斯特罗恩家族把城堡賣給博盧內的威廉·格雷厄姆爵士（Sir William Graham of Ballunie），後者再賣給克拉弗豪斯的威廉·格雷厄姆爵士（Sir William Graham of Claverhouse）。克拉弗豪斯的約翰·格雷厄姆在1689年戰死後，城堡變成王室財產。1694年城堡贈給詹姆斯·道格拉斯，之後再傳給道格拉斯公爵擁有。他在1761年死後，克萊波茨城堡爆發了長達8年的擁有權之爭，而法院判決城堡為阿奇博尔德·道格拉斯合法繼承人。後來第十三代休姆伯爵透過姻親關係取得城堡擁有權。他1926年把城堡捐給國家，現由蘇格蘭歷史環境局管理。